# Marinka (Bulgarije)
Marinka (Маринка) is een dorp in de Bulgaarse gemeente Boergas in het zuidoostelijke oblast oblast Boergas. Het dorp is genoemd naar de heilige Margaretha van Antiochië. 

## Bevolking
Het dorp Marinka had bij de laatste officiële volkstelling van 7 september 2021 een inwoneraantal van 1.285 personen. Dit waren 108 mensen (9,2%) meer dan 1.177 inwoners bij de census van 1 februari 2011. De gemiddelde jaarlijkse groei in die periode komt daarmee uit op 0,83%, hetgeen hoger is dan het landelijk jaarlijks gemiddelde over deze periode (-1,14%).
- 1934 743
Koninkrijk Bulgarije
- 1946 849
Volksrepubliek Bulgarije
- 1956 1023
Volksrepubliek Bulgarije
- 1965 1004
Volksrepubliek Bulgarije
- 1975 1237
Volksrepubliek Bulgarije
- 1985 1244
Volksrepubliek Bulgarije
- 1992 1229
Republiek Bulgarije
- 2001 1281
Republiek Bulgarije
- 2011 1176
Republiek Bulgarije
- 2021 1285
Republiek Bulgarije

- Koninkrijk Bulgarije
- Volksrepubliek Bulgarije
- Republiek Bulgarije

In het dorp Marinka wonen grotendeels etnische Bulgaren. In de optionele volkstelling van 2011 identificeerden 1006 van de 1146 ondervraagden zichzelf met de Bulgaarse etniciteit - 87,8% van de bevolking. De overige inwoners waren vooral etnische Roma.
| Etnische samenstelling van de respondenten (2011) | Etnische samenstelling van de respondenten (2011) | Etnische samenstelling van de respondenten (2011) | Etnische samenstelling van de respondenten (2011) | Etnische samenstelling van de respondenten (2011) |
| ------------------------------------------------- | ------------------------------------------------- | ------------------------------------------------- | ------------------------------------------------- | ------------------------------------------------- |
|                                                   |                                                   |                                                   |                                                   |                                                   |
| Bulgaren                                          | Bulgaren                                          |                                                   | 87,8%                                             | 87,8%                                             |
| Turken                                            | Turken                                            |                                                   | 0,0%                                              | 0,0%                                              |
| Roma                                              | Roma                                              |                                                   | 11,0%                                             | 11,0%                                             |
| Anders/Onbekend                                   | Anders/Onbekend                                   |                                                   | 1,2%                                              | 1,2%                                              |